# ألان نيكولز
ألان نيكولز (بالإنجليزية: Alan Nichols)‏ هو مستكشف ومحامي أمريكي، ولد في 14 فبراير 1930 في بالو ألتو في الولايات المتحدة.